# Mount Olive (Illinois)
Mount Olive és una població dels Estats Units a l'estat d'Illinois. Segons el cens del 2000 tenia 2.150 habitants.

## Demografia
Segons el cens del 2000, Mount Olive tenia 2.150 habitants, 906 habitatges, i 609 famílies. La densitat de població era de 754,7 habitants/km².
Dels 906 habitatges en un 30,7% hi vivien nens de menys de 18 anys, en un 54,6% hi vivien parelles casades, en un 8,9% dones solteres, i en un 32,7% no eren unitats familiars. En el 29,6% dels habitatges hi vivien persones soles el 19,3% de les quals corresponia a persones de 65 anys o més que vivien soles. El nombre mitjà de persones vivint en cada habitatge era de 2,37 i el nombre mitjà de persones que vivien en cada família era de 2,92.
Per edats la població es repartia de la següent manera: un 23,5% tenia menys de 18 anys, un 7,7% entre 18 i 24, un 28,8% entre 25 i 44, un 19,9% de 45 a 60 i un 20,1% 65 anys o més.
L'edat mediana era de 39 anys. Per cada 100 dones de 18 o més anys hi havia 88,6 homes.
La renda mediana per habitatge era de 35.065 $ i la renda mediana per família de 41.765 $. Els homes tenien una renda mediana de 30.709 $ mentre que les dones 21.125 $. La renda per capita de la població era de 17.172 $. Aproximadament el 6,1% de les famílies i el 6,1% de la població estaven per davall del llindar de pobresa.

## Poblacions properes
El següent diagrama mostra les poblacions més properes.